# 伊马库拉达
伊马库拉达是巴西帕拉伊巴州的一个市镇。总面积399.409平方公里，总人口11823人，人口密度29.6人/平方公里。